# Linda maestra!
Jolie maîtresse !
L'eau-forte Linda maestra! (en français Jolie maîtresse !) est une gravure de la série Los caprichos du peintre espagnol Francisco de Goya. Elle porte le numéro 68 dans la série des 80 gravures. Elle a été publiée en 1799.

## Interprétations de la gravure
Il existe divers manuscrits contemporains qui expliquent les planches des Caprichos. Celui qui se trouve au Musée du Prado est considéré comme un autographe de Goya, mais semble plutôt chercher à dissimuler et à trouver un sens moralisateur qui masque le sens plus risqué pour l'auteur. Deux autres, celui qui appartient à Ayala et celui qui se trouve à la Bibliothèque nationale, soulignent la signification plus décapante des planches.
- Explication de cette gravure dans le manuscrit du Musée du Prado :
La escoba es uno de los utensilios más necesarios a las brujas, porque además de ser ellas grandes barrenderas, como consta por las historias, tal vez convierten la escoba en mula de paso[3] y van con ella que el diablo las alcanzará.
(Le balai est un des outils les plus nécessaires aux sorcières, car en plus d'être de grandes balayeuses, d'après ce que l'on dit, parfois elles transforment le balai en mule pour cheminer et elles voyagent avec lui que le diable les attrapera)[4].

- Manuscrit de Ayala :
La escoba suele servir a algunas de mula de paso: enseña a las mozas a volar por el mundo.
(Le balai sert ordinairement de mule pour cheminer: il apprend aux jeunes à voler par le monde)[4].

- Manuscrit de la Bibliothèque nationale :
Las viejas quitan la escoba de las manos a las que tienen buenos bigotes[5]; las dan lecciones de volar por el mundo, metiéndolas por primera vez, aunque sea un palo de escoba entre las piernas.
(Les vieilles enlèvent le balai des mains de celles qui ont bien mariées; elles leur donnent des leçons pour voler par le monde, leur mettant pour la première fois, ne serait-ce qu'un manche de balai entre les jambes)[4].

Une vieille sorcière entraîne sur un balai dans son vol au-dessus du monde une jeune apprentie sorcière, les deux femmes étant complètement dénudées. Un hibou survole la scène.

## Technique de la gravure

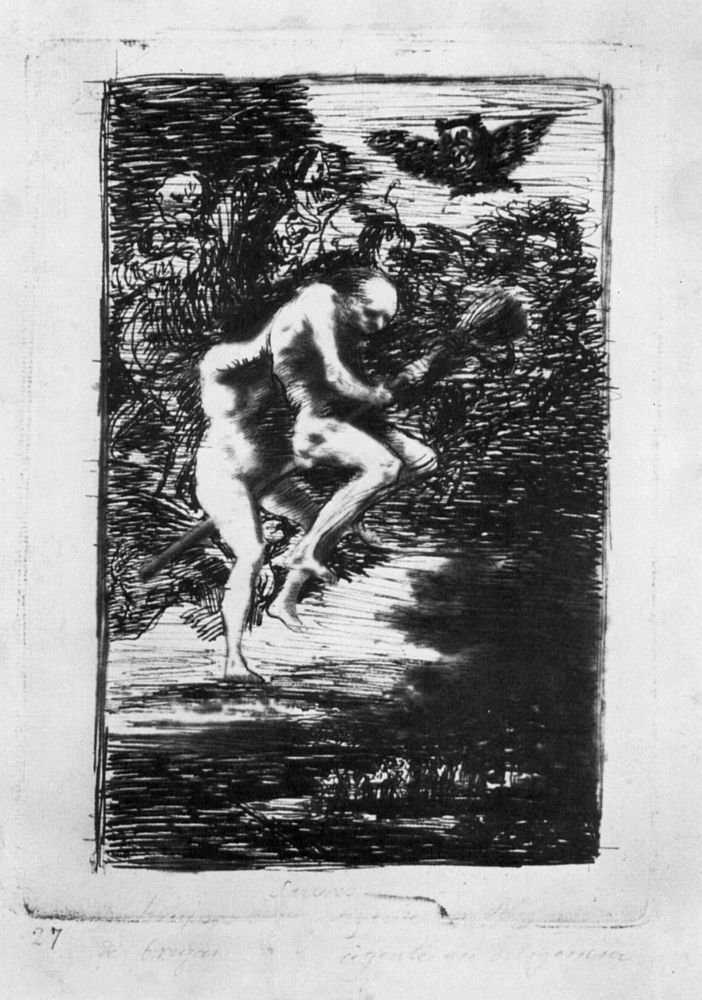
Dessin préparatoire.

L'estampe appartient aux rares que le peintre a signées, toujours dans le coin inférieur gauche.
L'estampe mesure 209 × 148 mm sur une feuille de papier de 306 × 201 mm.
Goya a utilisé l'eau-forte, l'aquatinte brunie et la pointe sèche.
Le dessin préparatoire est intitulé : « Sueño 4. Sueño De Brujas. Agente en diligencia ». Le dessin préparatoire est à l'encre de noix de galle. Dans l'angle inférieur gauche, au crayon : « 27 ». Le dessin préparatoire mesure 246 × 174 mm.

## Catalogue
- Numéro de catalogue G02156 de l'estampe au Musée du Prado.
- Numéro de catalogue D04207 du dessin préparatoire au Musée du Prado.
- Numéro de catalogue 51-1-10-68 au Musée Goya de Castres.